# Kabelo Dlamini
Kabelo Dlamini (Sudáfrica; 16 de mayo de 1996) es un futbolista de Sudáfrica que juega en las posiciones de mediapunta y extremo con el Orlando Pirates de la Premier Soccer League desde el 2017.

## Carrera

### Club
| Periodo   | Club                |
| --------- | ------------------- |
| 2017–2019 | Bloemfontein Celtic |
| 2019–     | Orlando Pirates     |

### Selección nacional
Debutó con Sudáfrica el 4 de junio de 2025 en la derrota por 0-1 ante Mozambique por la Copa COSAFA 2025 donde jugó 78 minutos, competición en la que anotó su primer gol internacional el 7 de junio de 2025 en la victoria por 2-0 sobre Zimbabue donde jugó 71 minutos.

## Logros
- Premier Soccer League (2): 2022/23, 2023/24
- Copa Nedbank (1): 2024/25
- Copa Confederación de la CAF (1): 2021/22